# Sternoppia boliviana
Sternoppia boliviana är en kvalsterart som beskrevs av Balogh och Sandór Mahunka 1969. Sternoppia boliviana ingår i släktet Sternoppia och familjen Sternoppiidae. Inga underarter finns listade i Catalogue of Life.